# 50000 (număr)
50000 (cincizeci de mii) este numărul natural care urmează după 49999 și precede pe 50001 într-un șir crescător de numere naturale.

## În matematică
50000:
- Este un număr par.[1][2]
- Este un număr compus.[3]
- Este un număr abundent.[4][5]
- Este un număr rotund.[6][7]
- Există exact cinci triunghiuri dreptunghice cu laturile numere întregi (triplete pitagoreice) și ipotenuza 50000.[8]

## În știință

### În astronomie
- 50000 este un asteroid din centura principală.